# Ichijō Tsunetsugu
Ichijō Tsunetsugu (一条 経嗣) (né en 1358, mort le 14 décembre 1418), fils de Nijō Yoshimoto et fils adopté du régent Ichijō Tsunemichi, est un noble de cour japonais (kugyō) de l'époque de Muromachi (1336–1573). Il occupe à trois reprises la fonction de régent kampaku, de 1394 à 1398, de 1399 à 1408 et de 1410 à 1418. Il épouse une fille de Takatsukasa Fuyumichi et le couple a un fils, Ichijō Tsunetsuke'一条 経輔|) (?-?). Son autre femme donne naissance à Ichijō Kaneyoshi.